# Otto Degener
Otto Degener, född 13 maj 1899 i East Orange, New Jersey, död 16 januari 1988 i Honolulu, Hawaii, var en amerikansk botaniker specialiserad på identifiering av växter på Hawaiiöarna.
Auktorsnamnet O.Deg. kan användas för Otto Degener i samband med ett vetenskapligt namn inom botaniken; se Wikipediaartiklar som länkar till auktorsnamnet.